# Френч, Патрик
Патрик Ролло Бэзил Френч (англ. Patrick Rollo Basil French; 28 мая 1966 — 16 марта 2023) — британский писатель и историк. Автор нескольких популярных исследований, в том числе биографии Фрэнсиса Янгхазбенда «Янгхазбенд: последний великий имперский авантюрист» (1994); авторизованной биографии лауреата Нобелевской премии В. С. Найпола «Мир такой, какой он есть» (2008), получившей премию Национального круга книжных критиков США; и монографии «Индия: портрет» (2011).
Во время всеобщих выборов 1992 года в Великобритании Френч был кандидатом в парламент от Партии зеленых. Он входил в исполнительный комитет Free Tibet, группы поддержки Тибета в Великобритании, и был одним из основателей межправительственного Индийско-британского круглого стола.

## Жизнь и карьера
Патрик Ролло Бэзил Френч родился в Олдершоте, Хэмпшир, 28 мая 1966 года. Он вырос в Уорминстере и учился в колледже Эмплфорт, а затем поступил в Эдинбургский университет, где изучал английскую и американскую литературу, получил степень магистра по английской литературе, а затем степень доктора философии по южноазиатским исследованиям. В возрасте 25 лет Френч отправился в путешествие по Центральной Азии, чтобы повторить путь британского исследователя Фрэнсиса Янгхазбенда. Собранный материал позволил опубликовать его первую книгу «Янгхазбенд: последний великий имперский авантюрист» в 1994 году. Книга была удостоена премии Сомерсета Моэма и премии имени У. Х. Хайнемана Королевского литературного общества.
Следующая книга Френча «Свобода или смерть: путь Индии к независимости и разделению» была опубликована в 1997 году и принесла автору как восторженные отзывы, так и изрядную долю критики. Некоторые индийские СМИ критиковали книгу, как представляющую «ревизионистский взгляд» на роль Махатмы Ганди и Мохаммеда Али Джинны в движении за независимость Индии, было несколько призывов запретить книгу в Индии. С другой стороны, Филип Зиглер назвал её «замечательным достижением», а Хушвант Сингх охарактеризовал автора как «первоклассного историка и рассказчика». Книга хорошо продавалась, во многом и из-за скандала, а Френч был удостоен премии Sunday Times «Молодой автор года».
Третья книга Френча «Тибет, Тибет: личная история потерянной земли» была опубликована в 2003 году. По словам самого автора, его интерес к Тибету пробудила личная встреча с Далай-ламой, когда ему было 16 лет, но книга возникла из-за «чувства, что западное представление о Тибете, в частности взгляды сторонников Тибета, становилось слишком оторванным от реальности, того, каким был Тибет в действительности. Поэтому в 1999 году я совершил долгое путешествие по Тибету». The Independent описала книгу как «умную и страстную в своем подходе». Пико Айер в рецензии на книгу в Los Angeles Times описал Френча как «скрупулезного и дисциплинированного писателя», который «обладает явным даром к вдохновенным и искренним исследованиям и способностью находить упущенные из виду детали, которые заслуживают нескольких томов анализа».
«Мир таков, каков он есть» — биография лауреата Нобелевской премии В. С. Найпола, была опубликована в 2008 году. В «The New York Review of Books» Ян Бурума описал Френча как изобретателя нового жанра — «исповедальной биографии». Книга была выбрана редакторами The New York Times Book Review как одна из «10 лучших книг 2008 года». В 2008 году «Мир такой, какой он есть» был удостоен Национальной премии книжных критиков в Америке, а также вошел в шорт-лист премии Сэмюэля Джонсона. В 2009 году Френч также был удостоен премии Хоторндена за эту книгу.
В 2011 году Френч опубликовал книгу «Индия: портрет», которую описал как «личную биографию 1,2 миллиарда человек». Книга представляет собой повествование о социальных и экономических революционных процессах, преобразующих Индию. Френч также запустил сайт, посвященный Индии, под названием The India Site.
В 2017 году Френч был назначен первым деканом Школы искусств и наук Ахмадабадского университета.
Перед своей смертью Френч работал над авторизованной биографией другого лауреата Нобелевской премии, Дорис Лессинг.

## Личная жизнь
У Френча и его первой жены Эбигейл Эштон-Джонсон было трое детей, их брак закончился разводом. Во втором браке с Меру Гокхале родился сын. Гокхале — бывший главный редактор Penguin Random House India и дочь автора и издателя Намиты Гокхале.
В 2003 году Френч отказался от награждения орденом Британской империи. Он считал, что девиз награды «За Бога и Империю» повлияет на восприятие его работ по истории Индии.
Френч умер от рака в Лондоне 16 марта 2023 года в возрасте 56 лет.